# 호토케고젠

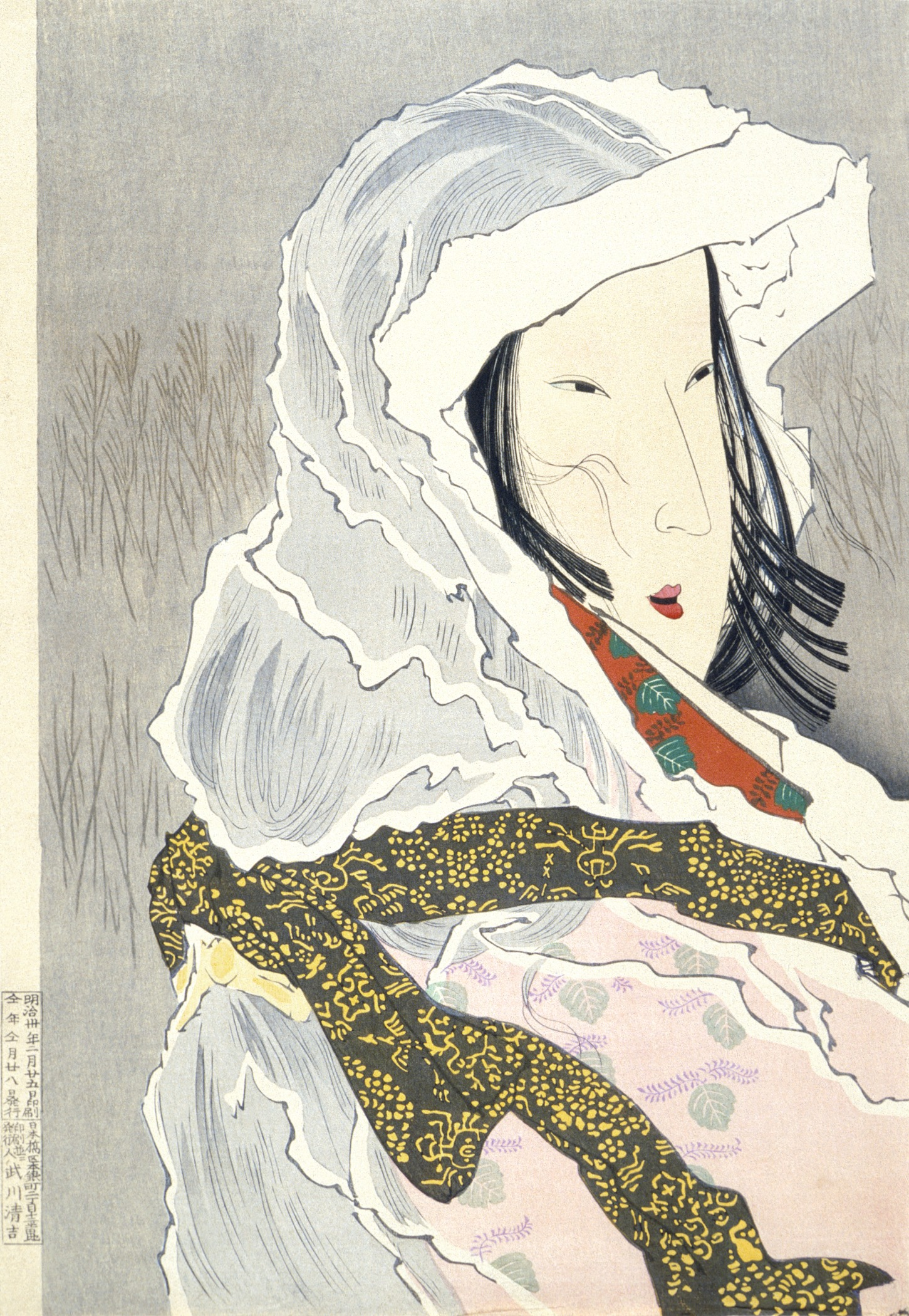
호토케고젠 (코바야시 키요치카 그림 『古代模様』)

호토케고젠(일본어: 仏御前 ほとけごぜん[*], 에이랴쿠 원년 1월 15일 (1160년 2월 23일) - 지쇼 4년 8월 18일 (1180년 9월 8일))은 헤이안 시대 말기의 시라뵤시이다. 『헤이케모노가타리(平家物語)』 (제 1권 6 「기오(祇王)」)에 등장한다.

## 생애
에이랴쿠 원년 1월 15일 (1160년 2월 23일), 카가국 하라무라 (현 코마츠시 하라마치)에서 태어났다. 아버지 시라카와 효타이후는 하라무라의 5층탑에 교토에서 파견된 탑수(塔守)이다. 또한, 이 5층탑은 카잔 법황이 나타데라에 참배했을 때, 하라무라가 백제에서 도래한 백호가 둔갑한 승려가 아미타경을 외쳤다하여 아미타가하라로 불리다가 하라무라가 되었다는 에피소드와 하라무라의 경관에 감동하여 건립한 것이다. 현재는 5층탑지만 남아있다. 어릴 때부터 불교를 믿었다고 해서 "호토케고젠"이라 불렸다.
조안 4년 (1174년)에 교토에 상경해, 숙부인 시라카와 효나이의 밑에서 시라뵤시가 되었다. 이후, 교토에서 이름을 날리고, 당시 권력자였던 타이라노 키요모리의 저택으로 불려갔다. 그 당시에는 시라뵤시 기오가 키요모리의 총애를 받고 있었기 때문에 쫒가녀지만, 기오의 권유로 키요모리 앞에서
君をはじめてみる折は 千代も経ぬべし姫小松 御前の池なる亀岡に 鶴こそむれゐてあそぶめれ

너를 처음 볼 때는 치요도 거치지 않을 것이다. 히메코마츠고젠의 연못인 카메오카에 학이야 기를 마시고 놀아라
라고 즉흥적으로 지금의 모습을 읊고, 그것을 노래해 춤을 보여 단숨에 총애를 받았다.
안겐 3년/지쇼 원년 (1177년)에 키요모리의 곁을 떠나 출가해, 스스로를 호온니(報音尼)라 칭해, 사가노에 있는 오세이인(기오지)에 입사했다. 오세이인에는 호토케고젠의 등장으로 키요모리를 떠난 기오와 여동생 기죠, 자매의 어머니가 있어, 함께 불문에 힘썼다. 그 시점에서 그녀는 키요모리의 아이를 갖고 있었고, 비구니절에서의 출산을 꺼려, 고향인 카가국으로 향했다. 그 도중, 하쿠야마 키나메리의 마을에서 키요모리의 아이를 낳았지만, 사산되었다. 지쇼 2년 (1178년)에는 귀향하였고, 지쇼 4년 8월 18일 (1180년 9월 9일)에 사망했다. 그녀의 사망에는 그녀에게 홀린 남자의 아내들의 질투에 의한 살해설이나 자살설 등 여러 설이 있다. 묘소는 코마츠시 하라마치에 있다.

## 관련 작품

### 영화
- 단노우라요마쿠라 합전기 (1977년, 닛카츠) - 배우 타시마 하루카

### TV드라마
- 신 헤이케모노가타리 (1972년, NHK대하드라마) - 배우 하세가와 스미코
- 설의 화 (1982년, TBS) - 배우 히로세 쥰코
- 타이라노 키요모리 (2012년, NHK대하드라마) - 배우 키무라 타에